# Toy (álbum de David Bowie)
Toy  é um álbum de estúdio do cantor e compositor britânico David Bowie, gravado em meados de 2000 a 2001 e com lançamento cancelado. Algumas canções da obra foram usados em Heathen, distribuído em 2002.
O disco tinha como objetivo apresentar algumas canções antigas do cantor de pouco sucesso com novos arranjos.
Em 2011, o álbum foi divulgado ilegalmente pela internet, enquanto algumas canções foram lançadas na coletânea Nothing Has Changed, de 2014. Em 2021, o álbum foi oficialmente lançado, com diferenças na lista de faixas da versão vazada em 2011.
Em 2022, o álbum foi lançado acompanhado por outros dois discos com canções que trazem arranjos inéditos e mixagens alternativas. Lançado como disco triplo, a nova versão do disco foi intitulada de Toy (Toy:Box).

## Faixas
Versão de 2011
1. "Uncle Floyd" – 6:15
2. "Afraid" – 3:29
3. "Baby Loves That Way" – 4:38
4. "I Dig Everything" – 4:53
5. "Conversation Piece" – 3:53
6. "Let Me Sleep Beside You" – 3:14
7. "Toy (Your Turn to Drive)" – 4:46
8. "Hole in the Ground" – 3:30
9. "Shadow Man" – 4:41
10. "In the Heat of the Morning" – 3:51
11. "You've Got a Habit of Leaving" – 4:49
12. "Silly Boy Blue" – 5:33
13. "Liza Jane" – 4:48
14. "The London Boys" – 3:47

Versão 2021
Todas as faixas escritas e compostas por David Bowie. 
| N.º            | Título                          | Versão original                                                                        | Duração |  |
| 1.             | "I Dig Everything"              | Single de 1966, Early On (1964–1966)                                                   | 5:03    |  |
| 2.             | "You've Got a Habit of Leaving" | Single de 1965, Early On (1964–1966)                                                   | 4:48    |  |
| 3.             | "The London Boys"               | B-side of 1966 single "Rubber Band", The Deram Anthology 1966–1968                     | 3:47    |  |
| 4.             | "Karma Man"                     | The World of David Bowie                                                               | 3:46    |  |
| 5.             | "Conversation Piece"            | Lado B de "The Prettiest Star", Five Years (1969–1973)                                 | 3:53    |  |
| 6.             | "Shadow Man"                    | Nunca lançada previamente; originalmente gravada em 1971 nas sessões de Ziggy Stardust | 4:40    |  |
| 7.             | "Let Me Sleep Beside You"       | The Deram Anthology 1966–1968                                                          | 3:14    |  |
| 8.             | "Hole in the Ground"            | Conversation Piece (Home demo)                                                         | 3:32    |  |
| 9.             | "Baby Loves That Way"           | Lado B de "You've Got a Habit of Leaving", Early On (1964–1966)                        | 4:37    |  |
| 10.            | "Can't Help Thinking About Me"  | Single de 1966, Early On (1964–1966)                                                   | 3:25    |  |
| 11.            | "Silly Boy Blue"                | David Bowie (1967)                                                                     | 5:35    |  |
| 12.            | "Toy (Your Turn to Drive)"      | Nothing Has Changed (2014)                                                             | 4:16    |  |
| Duração total: | Duração total:                  | Duração total:                                                                         | 50:36   |  |